# 哈尔顿府
51°46′52.92″N 0°43′35.06″W / 51.7813667°N 0.7264056°W

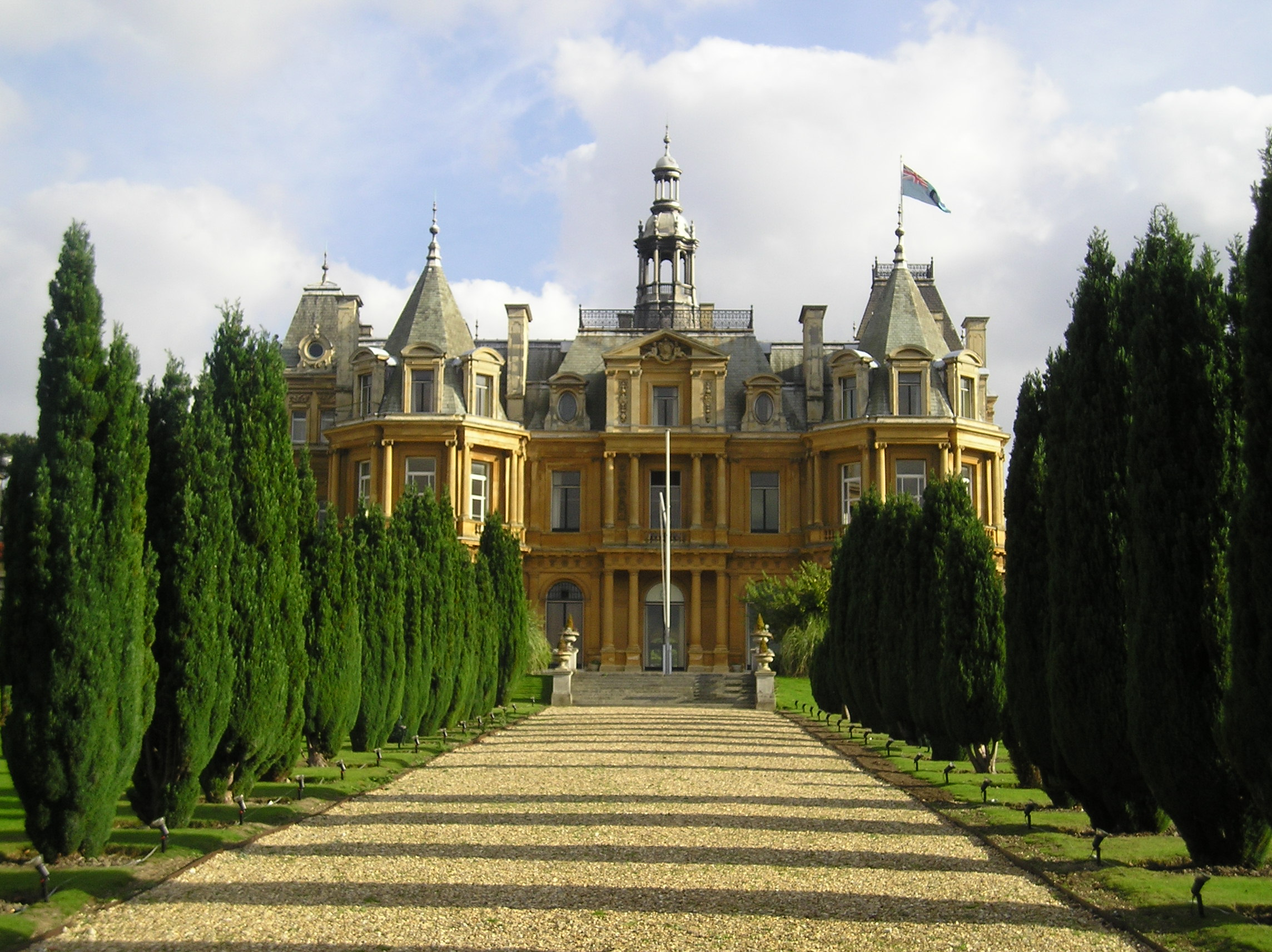
哈尔顿府，白金汉郡

哈尔顿府（Halton House）是一个英国乡间别墅，位于白金汉郡村庄哈尔顿的奇尔特恩丘陵，建于1880-1883年。业主阿尔弗雷德·罗斯柴尔德。目前属于皇家空军。

## 历史
自诺曼征服以来，此处就存在一个庄园，属于坎特伯雷大主教。16世纪中叶托马斯·克兰默将其卖给检察长亨利·布拉德肖。1720年又转卖给弗朗西斯·达什伍德爵士。
1853年，产业被出售给男爵莱昂内尔·罗斯柴尔德。1879年他将占地6平方公里的产业留给儿子阿尔弗雷德·德·罗斯柴尔德
该建筑曾广受批评。建筑师尤斯塔斯·贝尔福将其形容为“法国城堡和赌场的结合”，格拉德斯通的私人秘书把它称为“夸张的噩梦”。